# Ignaz Kiwisch
Ignác Kiviš rytíř z Rotterau (německy Ignaz Kiwisch Ritter von Rotterau) (1791 Klatovy – 15. července 1848 Karlovy Vary) byl česko-rakouský státní úředník. Od mládi působil ve státní správě, byl dlouholetým krajským hejtmanem v Klatovech (1824–1832) a Kouřimi (1832–1842). Kariéru završil jako dvorní rada u zemského gubernia v Čechách a v roce 1837 byl povýšen do šlechtického stavu. 

## Životopis

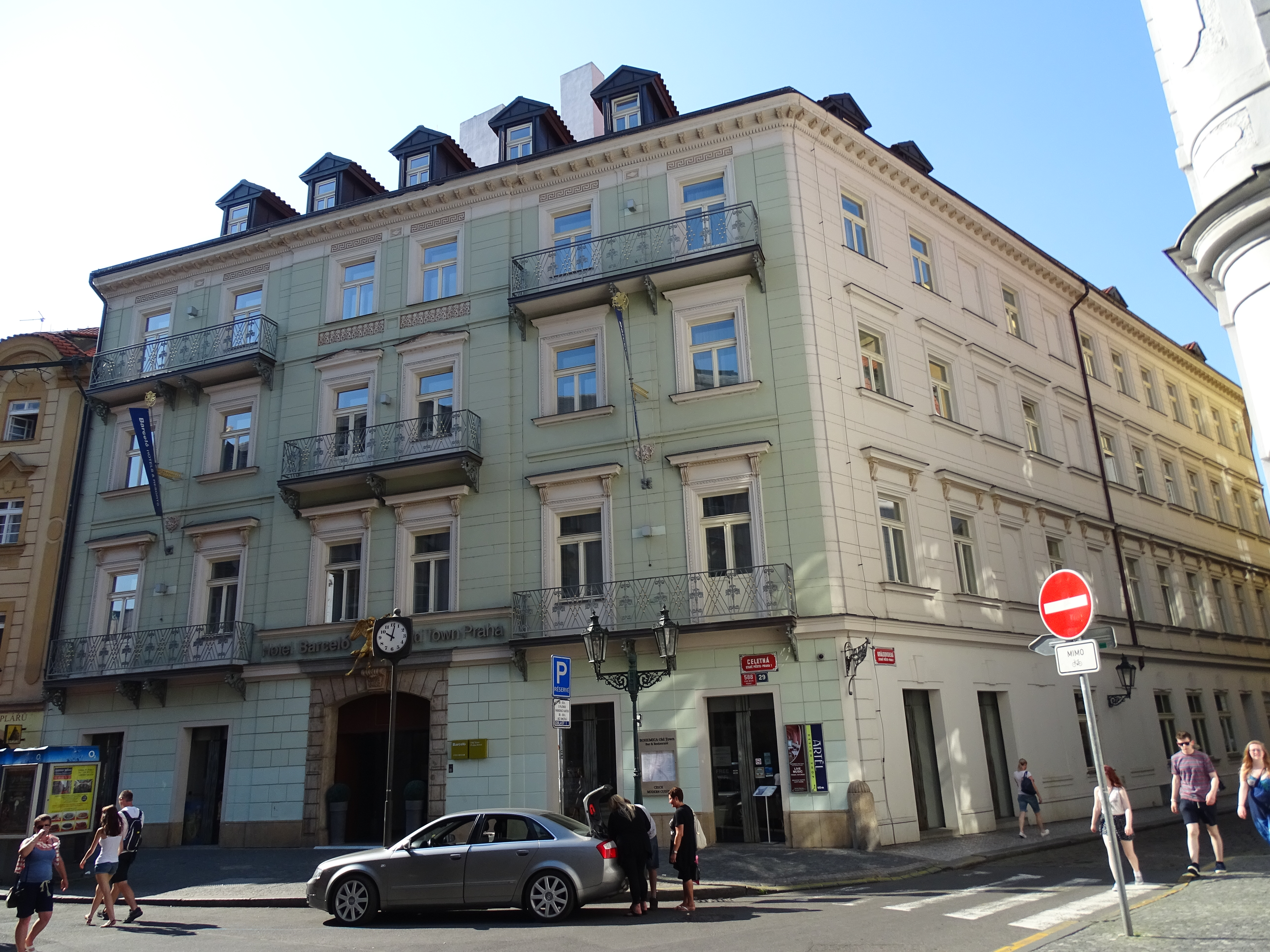
Dům U Zlatého anděla na Staroměstském náměstí v Praze, bydliště Ignaze Kiwische 1832–1848

Pocházel z Klatov, kde také zahájil kariéru ve státních službách, začínal jako krajský komisař III. třídy (1813), ve funkci komisaře II. třídy poté působil u krajských úřadů v Plzni, Lokti a Berouně. Krátce působil v Praze jako sekretář českého zemského gubernia a bydlel v té době v domě U Zlatého lva na Kampě. Pak se vrátil do rodných Klatov a v letech 1824–1832 zastával úřad klatovského krajského hejtmana s titulem guberniálního rady. Z pozice krajského hejtmana byl zároveň ředitelem gymnázia v Klatovech. V letech 1832–1842 zastával funkci krajského hejtmana Kouřimského kraje (sídlem krajského úřadu byl Krennův dům na Staroměstském náměstí v Praze). V závěru kariéry byl dvorním radou u českého zemského gubernia a zároveň ředitelem guberniální kanceláře (1842–1848). V té době bydlel v domě U Zlatého anděla na Staroměstském náměstí. Zemřel náhle v Karlových Varech, kde je také pohřben. 
Za zásluhy byl nositelem rytířského kříže Leopoldova řádu (1836) a pruského Řádu červené orlice III. třídy (1840). V roce 1837 byl povýšen do šlechtického stavu s titulem rytíř a predikátem von Rotterau. Ve veřejném životě se angažoval také jako člen řady organizací a spolků, byl členem Společnosti pro povznesení živností v Čechách, místopředsedou Vzájemného pojišťovacího spolku proti požárům a čestným členem Pomologického spolku. Uplatnil se také v charitě jako člen Ústavu pro dospělé slepce v Čechách a zástupce protektora Dětské opatrovny v Karlíně.
Oženil se v Praze v roce 1813 s Terezou Pauerovou von Ehrenbau (1796–1870), dcerou Franze Pauera, statkáře na Klatovsku. Z manželství se narodilo pět dětí, z nich vynikl nejstarší syn Franz (1814–1851), který byl lékařem a proslul jako zakladatel moderní gynekologie a porodnictví. Mladší syn Heinrich (1821–1859) sloužil v armádě a dosáhl hodnosti c. k. hejtmana. Dcery Friderika (1816–1888), Anna (1824–1869) a Antonie (1826) se provdaly za státní úředníky. 